# 獨立評論
《獨立評論》是中華民國大陸時期政論雜誌，中華民國二十一年（1932年）5月10日創刊于北平，為一週刊。

## 歷史沿革
1932年1月28日，侵華日軍發動一二八事變，胡適草擬了一個辦週報的計畫送給聚餐的朋友們看，是《獨立評論》的雛形。《獨立評論》由胡適、蔣廷黻、丁文江、傅斯年、翁文灝等人自行集資籌辦並維持發行，胡適爲實際的主編，發刊詞稱：「我們把這刊物叫做《獨立評論》，因爲我們都希望永遠保持一點獨立的精神。不倚傍任何黨派，不迷信任何成見，用負責的言論發表各人思考的結果：這是獨立的精神。」主要登載時事政治評論。最高發行數達1.3萬份。1936年底，因刊登評論反對大日本帝國策劃「華北政權特殊化」，一度被迫停刊。1937年4月復刊，同年7月25日终刊。共出244期。